# Специални административни райони в КНР
Специалните административни райони (на мандарински китайски: 特别行政区, пинин: tèbié xíngzhèngqū) са особени административно-териториални единици в Китайската народна република, ползващи се с висока степен на автономия (фактически тези територии са самостоятелни, с изключение по въпросите на отбраната и външната политика).
Идеята за тези специални административни райони е на Дън Сяопин, датираща от 1980-те години, в рамките на принципа „1 страна - 2 системи“. Този принцип представлява компромисен вариант, който прави възможно връщането на Китай на арендованите за дълъг срок от западните страни територии с развита пазарна икономика и демократическа политическа система.
Към днешно време в Китай има 2 административни единици със статут на специални административни райони:
| Регион           | Название на пинин | Название на китайски |
| ---------------- | ----------------- | -------------------- |
| Хонконг (Сянган) | Xiānggǎng         | 香港                 |
| Макао (Аомън)    | Àomén             | 澳門                 |

Хонконг и Макао влизат в състава на КНР със статут на специални административни райони през 1997 и 1999 г. В опитите си мирно да се реши тайванския въпрос, правителството на КНР неоднократно предлага режим на специален административен район с още по-голяма степен на автономия за Тайван, но тези предложения се отхвърлят от тайванските власти.